# Ludwig von Radlmaier

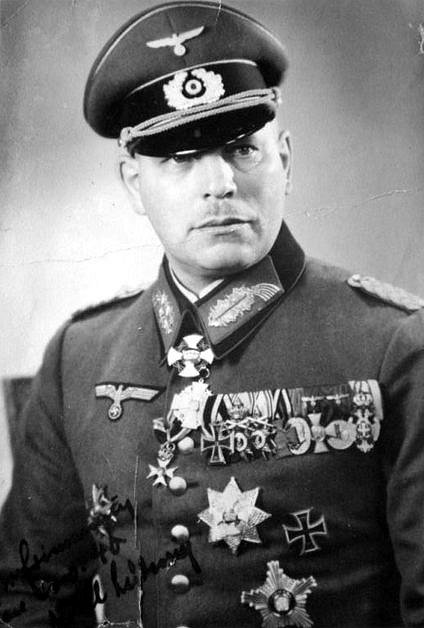
Generalleutnant Ludwig Ritter von Radlmaier

Ludwig Radlmaier seit 1917 Ritter von Radlmaier (* 27. Oktober 1887 in Freising; † 18. Oktober 1943 in Tegernsee) war ein deutscher Generalleutnant im Zweiten Weltkrieg.

## Leben
Ludwig Radlmaier war der Sohn des Schäfflermeisters Ludwig Radlmaier und dessen Ehefrau Therese, geborene Senger.
Nach Absolvierung des Humanistischen Gymnasiums trat Radlmaier am 1. Oktober 1906 als Einjährig-Freiwilliger in das 1. Jäger-Bataillon „König“ der Bayerischen Armee ein. Am 1. Februar 1907 folgte mit der Versetzung in das 10. Infanterie-Regiment „König Ludwig“ seine Überführung zu den auf Beförderung Dienenden und er avancierte bis Anfang März 1908 zum Leutnant.
Bei Ausbruch des Ersten Weltkriegs am 2. August 1914 wurde er als Regimentsadjutant in das 10. Reserve-Infanterie-Regiment versetzt, in dem er die kommenden Monate an der Westfront kämpfte und in dem er am 30. November 1914 zum Oberleutnant befördert wurde. Für diesen Kampfeinsatz wurde Radlmaier am 1. Dezember 1914 das Eiserne Kreuz I. Klasse verliehen. Am 17. Januar 1917 folgte die Beförderung zum Hauptmann. Ab dem 20. Januar 1917 war er MG-Offizier im Stab seines Regiments und am 22. April 1917 wurde er zunächst stellvertretender Führer und am 30. Mai 1917 Führer des III. Bataillons. Für die Abwehr des Durchbruchversuchs englischer Truppen auf das Angriffsziel Westroosebeke wurde Radlmaier am 30. Oktober 1917 mit dem Ritterkreuz des Militär-Max-Joseph-Ordens beliehen. Damit verbunden war die Erhebung in den persönlichen Adelsstand mit dem Prädikat „Ritter“. Am 14. Januar 1918 wurde er in den Stab der 5. Reserve-Division kommandiert und am 26. Januar 1918 in den Stab versetzt. Am 12. Juni 1918 kehrte er als Führer des I. Bataillons in sein Stammregiment zurück, bevor er am 12. August 1918 in den Stab des stellvertretenden III. Armee-Korps versetzt wurde.
Nach Kriegsende war Radlmaier ab dem 12. November 1918 als Hilfsreferent im Kriegsministerium tätig. Am 1. Oktober 1919 wurde er in die Vorläufige Reichswehr übernommen und im Stab der Reichswehr-Brigade 21 verwendet. Am 1. Oktober 1920 folgte seine Versetzung in das Infanterie-Regiment 19 und am 1. Oktober 1921 in den Stab des Infanterie-Führers VII. Am 15. Dezember 1921 kehrte er in das 19. (Bayerisches) Infanterie-Regiment zurück und am 20. August 1922 wurde er in den Stab der ebenfalls in München stationierten 7. (Bayerische) Kraftfahr-Abteilung. Am 1. Oktober 1924 wurde er Chef der 1. Kompanie der Abteilung.
Am 1. Februar 1927 wurde er ins Reichswehrministerium versetzt und fungierte dort als Panzerreferent der Kraftfahrinspektion In 6 (K) im Heereswaffenamt. Am 1. Dezember 1928 zum Major befördert, besuchte Radlmaier zusammen mit Hauptmann Austermann im August und September 1928 die USA zu einer Informationsreise, um sein Wissen über die amerikanische Panzerwaffe auszubauen.
Radlmaier gehörte zu diesem Zeitpunkt zu den stärksten Befürwortern einer selbständigen Kraftfahrkampftruppe und hatte sich auch bereits vor seinem Aufenthalt in den USA in einer Fachzeitschrift entsprechend geäußert. Am 1. Oktober 1929 wurde er offiziell aus dem Armeedienst entlassen, um an der geheimen Panzertruppenschule in Kasan (Russland) eine Ausbildung zum Panzeroffizier zu erhalten. Nach seiner Rückkehr wurde er am 1. Juli 1931 als Major beim Stab der III. Abteilung im 2. (Preußisches) Reiter-Regiment wieder eingestellt. Am 1. April 1933 wurde er zum Oberstleutnant befördert und am 1. Oktober 1933 in den Lehrstab der Kraftfahr-Kampf-Schule versetzt.
Am 1. April 1935 wurde Radlmaier erster Kommandeur des Panzer-Regiments 1. Am 1. April 1935 zum Oberst befördert, übernahm er am 1. Oktober 1936 das Kommando der Panzertruppenschule. Hier gab er seine Idee des Panzerkampfs an die Lehrgangsteilnehmer weiter. Am 1. Juni 1938 folgte die Beförderung zum Generalmajor und am 10. November 1938 die Ernennung zum Kommandeur der 6. Panzer-Brigade in Paderborn. Die Brigade war Heerestruppe und führte die Panzer-Regimenter 11 und 25. Am 1. April 1939 wurde die Brigade dann der 2. leichten Division unterstellt, aber noch vor Beginn des Zweiten Weltkrieges wieder aus der Division herausgelöst und aufgelöst. Daraufhin wurde Radlmaier in die Führerreserve versetzt und nach dem Beginn des Zweiten Weltkriegs am 23. Oktober 1939 Kommandeur der 5. Panzer-Brigade.
Vom 15. Februar bis 6. April 1940 wurde er dann Kommandeur der 4. Panzer-Division. Am 11. Juli 1940 wurde er zum Reichsminister für Bewaffnung kommandiert und im Herbst 1940 in die Feldzeug-Inspektion 5 versetzt. Krankheitsbedingt wurde er am 5. April 1941 erneut in die Führerreserve versetzt. Am 1. April 1942 zum Generalleutnant befördert, starb Radlmaier am 18. Oktober 1943 im Reservelazarett in Tegernsee. Er wurde nach Freising überführt und im Grab seines Bruders Johann beerdigt. Er war Mitglied der KDStV Moenania im CV.

### Familie
Radlmaier hatte sich am 5. März 1916 in Bad Reichenhall mit Margarethe Sattler verheiratet.